# Operação Wandering Soul
A Operação Wandering Soul foi uma estratégia de guerra psicológica criada pelas Forças Armadas estadunidenses durante a Guerra do Vietnã. A ação consistia na reprodução de sons aterrorizantes na frente de batalha com o objetivo de gerar deserção e enfraquecer o moral dos vietcongues.

## Campanha de guerra
Como a imensa maioria das culturas, os vietnamitas possuem crenças e rituais de respeito aos mortos. Na cultura tradicional do Vietnã, os mortos devem ser enterrados em sua terra natal e acredita-se que a alma do falecido continua vagando pela Terra caso isso não ocorra, tornando-se uma "alma divagante", sendo o equivalente a um fantasma. A intenção dos estadunidenses era usar essa crença ao seu favor criando sons que fizessem os inimigos acreditarem que tratava-se de combatentes mortos vagando pela floresta.

### Gravações
Os estadunidenses passaram semanas gravando e mixando sons de vozes distorcidas e barulhos assustadores para interpretar o sofrimento das almas de soldados vietcongues mortos. Eles contaram com o auxílio de soldados sul-vietnamitas para dar uma aparência de autencidade nas vozes gravadas e incluía música fúnebre budista e sons misteriosos. Além disso, havia vozes de uma menina dizendo "Venha para casa, papai!" e vozes de homens dizendo-lhes para "Voltar para casa" e "reunir-se com seus entes queridos" para que possam evitar o mesmo destino que ele. O material final foi chamado de Ghost Tape Number Ten (Fita Fantasma Número Dez, em tradução livre) e era reproduzido geralmente durante a noite por alto-falantes em áreas onde a atividade de vietcongues havia sido reportada.  Helicópteros e barcos de patrulha também foram utilizados, bem como uma infantaria especial para se infiltrar nas linhas inimigas e reproduzir o aúdio o mais próximo possível das forças do norte. A gravação continha gritos, gemidos, sons distorcidos e frases que simulavam o sofrimento de um soldado morto que convocava seus "decendentes" vietcongues a desertar.

### Resultado
A avaliação dos resultados do uso dessas gravações é controversa. Geralmente, caso os soldados vietcongues soubessem que era apenas uma gravação, sua resposta imediata seria atirar de onde vinha o som, embora isso, por sua vez, revelasse suas posições ocultas dentro da selva. A equipe envolvida no projeto assumiu que os vietnamitas "perceberam o que estava acontecendo", mas mesmo assim consideraram a operação um sucesso, apesar de não haver nenhuma evidência ou estudo que comprove essa conclusão. A reprodução das fitas cessou por volta de 1970. Uma ideia semelhante foi pensada para uso no Congo durante os conflitos que ocorreram no país na década de 1960, com gravações simulando deuses locais para tentar garantir que populações não abandonassem suas aldeias, mas a ideia acabou não sendo colocada em prática.